# Lavrentij Pavlovič Berija
Lavrentij Pavlovič Berija (in russo Лаврентий Павлович Берия?, in georgiano ლავრენტი პავლეს ძე ბერია?, Lavrent'i P'avles Dze Beria; Sukhumi, 29 marzo 1899 – Mosca, 23 dicembre 1953) è stato un politico e generale sovietico.
Fu Commissario del popolo e poi ministro per gli affari interni dell'URSS sotto Stalin e primo vicepresidente del Consiglio dei ministri dell'Unione Sovietica per un breve periodo nel 1953.
Venne sollevato dai suoi incarichi durante una riunione del Comitato Centrale del PCUS, in occasione della quale tutti gli altri dirigenti del partito - da Nikita Chruščёv a Vjačeslav Molotov - furono d'accordo nel decretarne la fine politica. Circa la sua morte, annunciata alla fine del dicembre 1953, di sicuro si sa che avvenne senza un processo pubblico; nel 1961, comunisti polacchi asserirono che Berija fosse stato ucciso freddamente nel corso di una seduta del Comitato Centrale del PCUS.
La figlia di Stalin, Svetlana, nel suo libro di memorie pubblicato dopo la sua fuga negli Stati Uniti, dipinge Berija come "l'anima nera del dittatore sovietico", cinico e crudele esecutore e ispiratore di molte persecuzioni e delitti.

## Biografia

### Ascesa al potere

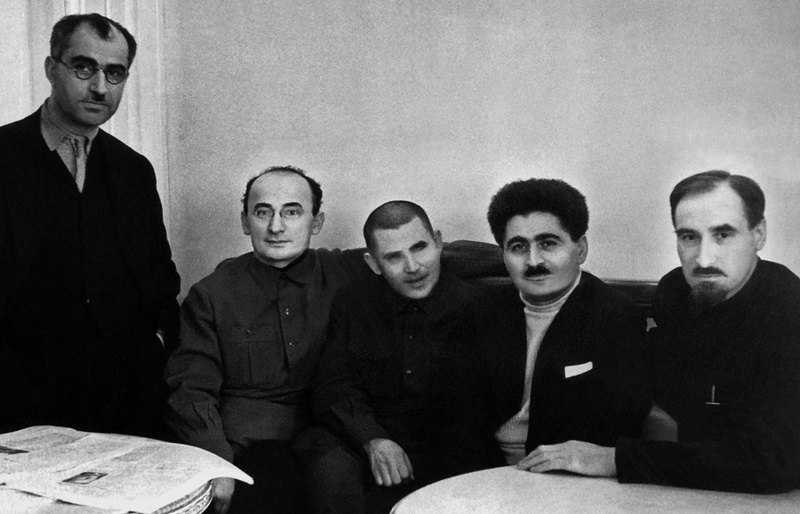
Berija e Nikolaj Ivanovič Ežov tra i delegati del XVII Congresso del PCUS delle repubbliche transcaucasiche. Mosca, gennaio 1934

Berija nacque da una famiglia di contadini di Merkheuli, presso Sukhumi in Abcasia, una regione della Georgia. Studiò alla scuola tecnica della città natia e si iscrisse al Partito Comunista nel marzo 1917, quando era studente di ingegneria a Baku (alcune fonti affermano che, in realtà, Berija non si fosse iscritto prima del 1919). Si racconta anche che in quegli anni Berija prima si arruolò e poi disertò dall'Armata Rossa, ma neppure questa informazione è stata verificata.
Nel 1920 o 1921 (a seconda delle fonti), Berija entrò nella Čeka (Commissione Straordinaria di tutte le Russie, per Combattere la Controrivoluzione e il Sabotaggio), l'originale polizia politica bolscevica. A quell'epoca, una rivolta bolscevica, appoggiata dall'Armata Rossa, si sviluppò nella menscevica Repubblica Democratica di Georgia, e la Čeka venne pesantemente coinvolta in questo conflitto. Nel 1922 Berija era già vice-capo in Georgia dell'organismo che ereditò le funzioni della Čeka, l'OGPU (Direttorato Politico Combinato di Stato). Alcune fonti sostengono che Berija fosse all'epoca un agente dello spionaggio britannico o turco, ma ciò non venne mai dimostrato.
Berija, in quanto georgiano, fu uno dei primi alleati di Iosif Stalin nella sua scalata al potere all'interno del Partito Comunista e del regime sovietico. Nel 1924 guidò la repressione dei sommovimenti nazionalistici a Tbilisi. Berija venne nominato in seguito a questa operazione capo della "divisione politica segreta" dell'OGPU della Transcaucasia e gli venne conferito l'Ordine della Bandiera Rossa. L'anno seguente, essendo un appassionato di calcio, giocò come centrocampista nella Dinamo Tbilisi, società appena fondata.
Nel 1926 divenne il capo dell'OGPU georgiano. Venne nominato segretario di partito in Georgia nel 1931 e per l'intera regione transcaucasica nel 1932, e divenne membro del Comitato Centrale del Partito Comunista nel 1934. Anche dopo essersi trasferito dalla Georgia, continuò a controllare effettivamente il Partito Comunista della repubblica, fino a quando venne epurato, nel luglio 1953.
Nel 1935 Berija era uno dei sottoposti più fidati di Stalin. Cementò la sua posizione nell'entourage di Stalin con una lunga orazione Sulla storia delle organizzazioni bolsceviche in Transcaucasia (successivamente pubblicata come libro), la quale riscriveva la storia del bolscevismo transcaucasico per mostrare che Stalin ne era stato l'unico leader fin dall'inizio. Quando nel 1934 iniziarono le purghe di Stalin nel Partito Comunista e nel governo, Berija condusse le purghe in Transcaucasia, sfruttando l'opportunità per saldare molti conti in sospeso nelle politicamente turbolente repubbliche transcaucasiche. Nel giugno 1937 disse in un discorso: "Lasciate che i nostri nemici sappiano che chiunque tenti di sollevare una mano contro il nostro popolo, contro il volere del partito di Lenin e Stalin, verrà schiacciato e distrutto senza pietà".

### Nell'NKVD
Nell'agosto 1938 Stalin chiamò Berija a Mosca a presiedere il Commissariato del Popolo per gli Affari Interni (NKVD), il ministero che supervisionava la sicurezza dello Stato e le forze di polizia.
Guidato da Nikolaj Ežov, l'NKVD portò avanti le persecuzioni di quanti erano considerati nemici dello Stato, note come grandi purghe e che colpirono milioni di persone. Nel 1938 le epurazioni erano diventate così estese da danneggiare l'infrastruttura stessa dello Stato sovietico, la sua economia e le forze armate, tanto che Stalin decise di mettervi fine. In settembre Berija venne nominato capo dell'Amministrazione Principale della Sicurezza di Stato (GUGB) dell'NKVD, e in novembre succedette a Ežov come capo dell'NKVD (mentre Ežov venne giustiziato nel 1940). L'NKVD stessa fu epurata, con metà del personale che venne rimosso e rimpiazzato con elementi leali a Berija, molti dei quali provenienti dal Caucaso.

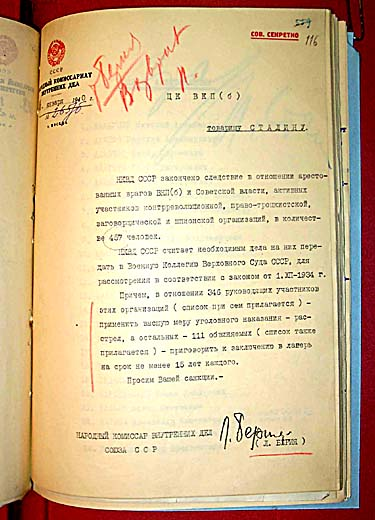
Lettera in cui Berija chiede a Stalin e al Politburo il permesso di far giustiziare 346 "nemici del PCUS e del potere sovietico" (gennaio 1940)

Il nome di Berija divenne strettamente legato alla Grande Purga, ma in realtà presiedette l'NKVD durante un periodo in cui la repressione si stava già allentando. Oltre 100.000 persone furono rilasciate dai campi di lavoro e venne ufficialmente ammesso che si erano verificate "alcune" ingiustizie ed "eccessi" durante le purghe, la cui responsabilità venne addossata a Ežov. Ciononostante, questa distensione fu relativa: arresti ed esecuzioni continuarono ancora e nel 1940, con l'avvicinarsi della guerra, il ritmo delle purghe riprese vigore nuovamente. Durante questo periodo, Berija supervisionò le deportazioni di popolazione dalla Polonia e dai Paesi baltici, a seguito dell'occupazione da parte delle forze sovietiche.
Nel marzo 1939, Berija divenne un candidato membro del Politburo del Comitato centrale del PCUS. Anche se non divenne un membro a pieno titolo fino al 1946, era già uno dei capi più importanti dello Stato sovietico. Nel 1941 Berija divenne Commissario Generale per la Sicurezza di Stato, un alto grado militare nella gerarchia della polizia sovietica dell'epoca.
Nel marzo 1940, Berija preparò l'ordine per l'esecuzione di 25.700 intellettuali polacchi, compresi 14.700 prigionieri di guerra, nel bosco di Katyn', vicino a Smolensk, e in altri due siti di esecuzioni di massa.
Nel febbraio 1941, Berija divenne Vice Presidente del Consiglio dei Commissari del Popolo (Sovnarkom), e in giugno, quando la Germania nazista invase l'Unione Sovietica, fu nominato membro del Comitato di Difesa dello Stato (GKO). Durante la seconda guerra mondiale, si assunse importanti responsabilità interne, utilizzando milioni di persone imprigionate nel campi di lavoro dell'NKVD per la produzione bellica. Prese il controllo della produzione di armamenti e, assieme a Georgij Malenkov, anche della produzione di aerei e motori per l'aviazione. Questo fu l'inizio dell'alleanza di Berija con Malenkov, divenuta in seguito di importanza fondamentale.
Nel 1944, mentre i tedeschi venivano respinti dal suolo sovietico, Berija era incaricato della deportazione di varie minoranze etniche accusate di collaborazione con l'invasore, tra cui 500.000 tra ceceni, ingusci, tatari di Crimea e tedeschi del Volga, che vennero deportati nell'Asia centrale sovietica: nel viaggio, oltre 10.000 persone morirono di fame, di tifo e, in genere, per condizioni di viaggio molto al di là delle possibilità umane di resistenza fisica.
Nel dicembre 1944, Berija venne incaricato anche della supervisione del programma atomico sovietico, conducendo una riuscita campagna di spionaggio contro il programma di armamento atomico statunitense, grazie alla quale i sovietici, già molto avanti per loro conto nello sviluppo di un programma atomico militare, poterono rendersi conto di quali passi avessero compiuto sulla stessa strada i loro rivali statunitensi, fino a dotarsi essi stessi di un deterrente nucleare nel 1949.
Nel luglio 1945, quando i gradi della polizia sovietica vennero convertiti in un sistema uniforme, il grado di Berija - benché non avesse mai retto direttamente un comando militare - divenne quello di Maresciallo dell'Unione Sovietica.

### Politica postbellica
Con Stalin vicino ai 70 anni, l'immediato dopoguerra fu dominato da una lotta sotterranea per la successione tra i suoi luogotenenti. Alla fine della guerra il successore più probabile sembrava essere Andrej Aleksandrovič Ždanov, leader del partito a Leningrado durante il conflitto e incaricato di tutte le questioni culturali dal 1946. Durante la guerra Berija e Ždanov erano stati rivali: dopo il 1946 Berija formò un'alleanza con Malenkov, per bloccare l'ascesa di Ždanov.

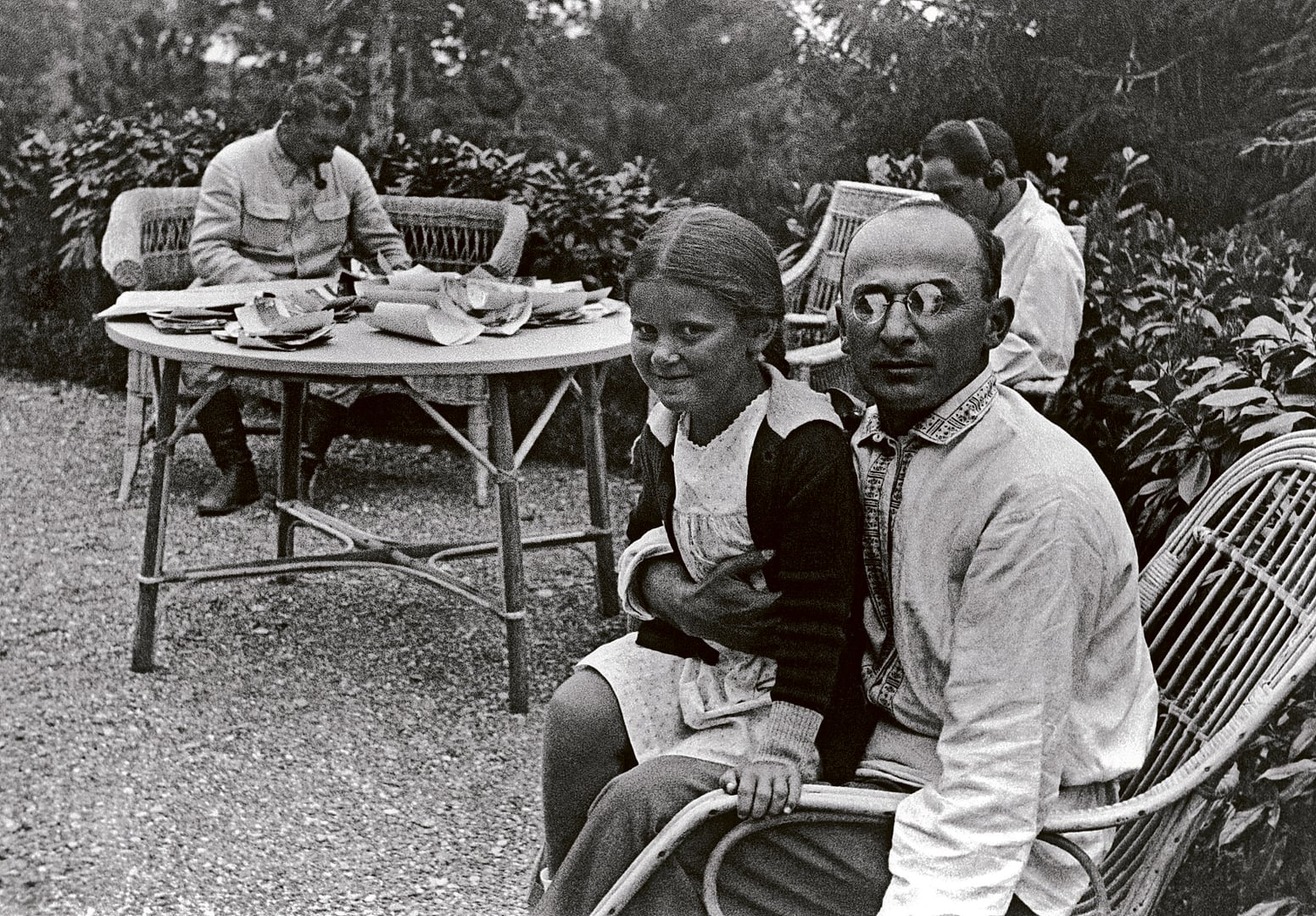
Berija con Stalin (sullo sfondo) e la figlia di Stalin, Svetlana

Nel gennaio 1946, Berija lasciò il posto di capo dell'NKVD (che venne subito rinominato MVD), mantenendo però il controllo sulle questioni di sicurezza nazionale grazie all'incarico di vice primo ministro, sotto Stalin. Il nuovo capo, Sergej Kruglov, non era un protetto di Berija. Inoltre, nell'estate del 1946, Vsevolod Merkulov, fedele di Berija, venne sostituito da Viktor Abakumov come capo dell'MGB. Kruglov e Abakumov si mossero speditamente per sostituire la leadership dell'apparato di sicurezza con nuove persone non appartenenti alla cerchia interna di Berija, tanto che molto presto il vice ministro dell'MVD Stepan Mamulov ne restava l'unico rappresentante, al di fuori dei servizi segreti esteri, sui quali Berija manteneva una salda presa. Nei mesi successivi Abakumov iniziò a svolgere importanti operazioni senza consultare Berija, spesso lavorando in tandem con Ždanov, e talvolta su ordine diretto di Stalin. Alcuni osservatori sostengono che queste operazioni erano indirizzate (tangenzialmente all'inizio, ma poi sempre più direttamente) contro Berija.
Nel contesto del crescente antisemitismo di Stalin, una delle prime mosse in tal senso fu risolvere la questione del Comitato Ebraico Antifascista, che cominciò nell'ottobre del 1946 e portò all'assassinio di Solomon Michoėls e all'arresto di altri membri. Il motivo per cui questa campagna si rifletté negativamente su Berija fu che non solo egli si era fatto promotore della creazione del comitato nel 1942, ma anche che il suo entourage personale comprendeva un numero elevato di ebrei.
Ždanov morì improvvisamente nell'agosto del 1948 e Berija e Malenkov a quel punto si mossero per riconsolidare il loro potere con un'epurazione degli associati a Ždanov, nota come "affare di Leningrado". Tra le oltre 2.000 persone giustiziate c'erano il vice di Ždanov, Aleksej Kuznecov, il capo economico Nikolaj Alekseevič Voznesenskij, il capo del partito a Leningrado Pëtr Popkov e il primo ministro della Repubblica russa, Michail Rodionov. Fu solo dopo la morte di Ždanov che Nikita Chruščёv iniziò a considerare una possibile alternativa all'asse Berija-Malenkov.
La morte di Ždanov comunque non fermò le campagne antisemite. Durante gli anni del dopoguerra, Berija supervisionò la fondazione dei sistemi di polizia segreta in stile sovietico, scegliendone personalmente i capi, nelle nazioni dell'Europa orientale. Ancora una volta, un elevato numero di questi capi erano ebrei. A partire dal 1948, Abakumov iniziò varie investigazioni contro questi capi, che culminarono con l'arresto a Praga, nel novembre del 1951, di Rudolf Slánský, Bedřich Geminder e altri, genericamente accusati di sionismo e cosmopolitismo, ma più in particolare di aver usato la Cecoslovacchia per incanalare armi verso Israele. Dal punto di vista di Berija, questa accusa risultava esplosiva, perché il massiccio aiuto a Israele venne fornito su suo ordine diretto. Complessivamente, quattordici leader cecoslovacchi, undici dei quali ebrei, vennero processati, condannati e giustiziati a Praga. Indagini simili erano avvenute contemporaneamente in Polonia e in altri Paesi satelliti dell'URSS.
All'incirca in quel periodo, Abakumov venne sostituito da Semën Ignat'ev, che intensificò ulteriormente la campagna antisemita. Il 13 gennaio 1953, il più grande affaire antisemita nell'Unione Sovietica (che in seguito divenne noto come il complotto dei medici) prese il via con un articolo sulla Pravda: diversi importanti medici ebrei del paese vennero accusati di aver avvelenato i principali capi sovietici, e quindi arrestati. Contemporaneamente, un'isterica campagna di propaganda antisemita si diffuse sui mass-media: in tutto, trentasette medici (la maggior parte ebrei) vennero arrestati, e l'MGB, su ordine di Stalin, iniziò a preparare la deportazione dell'intera popolazione ebraica nell'Estremo Oriente russo. Poco dopo la morte di Stalin, Berija liberò tutti i medici arrestati, annunciò che l'intera questione era stata una montatura e fece arrestare tutti i funzionari dell'MGB direttamente coinvolti.

### Il dopo Stalin
Il 5 marzo 1953 Stalin morì, quattro giorni dopo aver subito un collasso durante la notte seguente a una cena con Berija e altri esponenti sovietici. Nelle sue memorie politiche, pubblicate nel 1993, il ministro degli esteri Vjačeslav Molotov, sostenne che Berija si era vantato con lui di aver avvelenato Stalin, ma non ci furono prove. Tuttavia, per molte ore dopo che Stalin venne trovato privo di sensi, Berija impedì i soccorsi, sostenendo che Stalin stesse "dormendo". È tuttavia improbabile che tutti i capi sovietici avessero concordato di lasciare che Stalin morisse senza permettere che gli venisse prestato soccorso.
Dopo la morte di Stalin, Berija fu nominato Primo Vice Primo Ministro e nuovamente nominato capo dell'MVD. Il suo stretto alleato Malenkov divenne il nuovo primo ministro e fu inizialmente il più potente dirigente nel periodo dopo Stalin. Berija, per importanza, veniva subito dopo, e, data l'assenza di reali qualità di leadership in Malenkov, era in condizione di diventare il vero capo dell'apparato. Chruščёv divenne segretario del partito, incarico all'epoca ritenuto meno importante di quello di primo ministro.
Nonostante fosse evidente il passato di Berija come uno dei più spietati esecutori dei crimini di Stalin, egli, alla morte del "Grande Aratore", si pose in prima fila nella liberalizzazione che seguì, denunciò pubblicamente il complotto dei medici come una "frode", investigò e risolse l'assassinio di Solomon Michoėls e rilasciò oltre un milione di prigionieri politici dai campi di lavoro. In aprile, firmò un decreto che metteva al bando l'uso della tortura nelle prigioni sovietiche, e iniziò inoltre una politica più liberale nei confronti dei non russi nell'Unione Sovietica. Persuase il Praesidium (così era stato ribattezzato il Politburo) e il consiglio dei ministri a spingere il regime comunista della Germania Est verso riforme politiche ed economiche liberali e manovrò per marginalizzare per quanto possibile il ruolo dell'apparato di partito nel processo decisionale in politica ed economia.
Alcuni storici hanno sostenuto che le politiche liberali di Berija, successive alla morte di Stalin, furono solo una tattica per favorirsi la scalata al potere: anche se fosse stato sincero, il passato di Berija gli avrebbe reso impossibile la guida di un regime realmente liberalizzante in Unione Sovietica, ruolo che in seguito toccò a Nikita Chruščёv. Il compito essenziale dei riformatori sovietici fu di portare la polizia segreta sotto il controllo del partito e Berija non lo poteva fare, dato che la polizia era alla base del suo potere; altri hanno sostenuto che egli spinse per realizzare un programma realmente riformista, e che la sua rimozione ritardò una radicale riforma politica ed economica in Unione Sovietica di quasi quarant'anni.
L'alleanza tra Berija e Malenkov fu contrastata da Chruščёv, che inizialmente non era però in grado di sfidare quell'asse di potere. L'opportunità si presentò nel giugno 1953, quando a Berlino Est scoppiarono dimostrazioni contro il regime della Germania Est. C'era il sospetto che il pratico Berija fosse disposto a barattare la riunificazione della Germania e la fine della guerra fredda in cambio di massicci aiuti da parte degli Stati Uniti: le dimostrazioni in Germania Est convinsero Molotov, Malenkov e Nikolaj Bulganin che le politiche di Berija fossero pericolose e destabilizzanti. Pochi giorni dopo gli eventi tedeschi, Chruščёv persuase gli altri capi ad appoggiare un'azione del partito contro Berija e il suo principale alleato, Malenkov, che aveva rapidamente deciso di abbandonarlo.

### La caduta

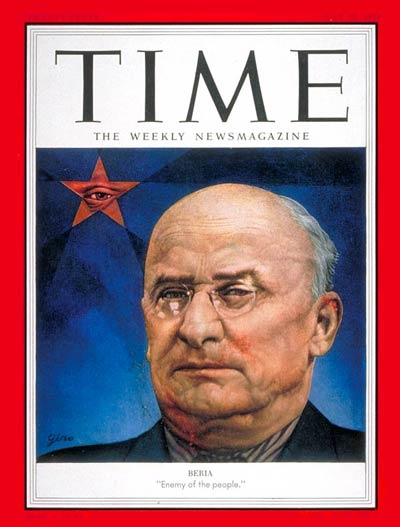
Numero del luglio 1953 della rivista statunitense Time con Berija in copertina. Sotto la sua immagine si legge la scritta: "Nemico del popolo"

I resoconti sulla caduta di Berija variano notevolmente a seconda delle fonti. Secondo quelle più recenti, Chruščёv indisse un incontro del Praesidium il 26 giugno, dove lanciò un attacco contro Berija, accusandolo di essere sul libro paga dei servizi segreti britannici. Berija fu colto completamente di sorpresa, al punto che chiese: «Cosa succede, Nikita Sergeevič?»; Molotov e altri presero anch'essi posizione contro Berija, e Chruščёv mise ai voti una mozione per la sua istantanea rimozione. Malenkov allora premette un bottone sul suo seggio come segnale concordato al maresciallo Georgij Žukov e a un gruppo di ufficiali armati che attendevano in una stanza vicina: essi fecero irruzione immediatamente e arrestarono Berija. Alcuni resoconti dicono che Berija venne ucciso sul posto, ma ciò non sembra verosimile; Indro Montanelli, Gian Carlo Pajetta e Celeste Negarville avrebbero riferito di Chruščёv ubriaco, che si vantò con loro di aver strangolato Berija assieme ad altri, dopo avergli teso un agguato al Cremlino.
Berija venne con tutta probabilità portato prima alla Prigione di Lefortovo e quindi al quartier generale del generale Kirill Moskalenko, comandante della difesa aerea del distretto di Mosca e amico di Chruščёv dal tempo di guerra. L'arresto venne tenuto segreto fino a quando furono arrestati anche i principali luogotenenti di Berija. Le truppe del MVD a Mosca, che erano state sotto il comando diretto di Berija, vennero disarmate da reparti blindati e motorizzati dell'esercito, fatti confluire appositamente nella capitale. La Pravda annunciò l'arresto di Berija solo il 10 luglio, dandone il merito a Malenkov e facendo riferimento alle "attività criminali contro il Partito e lo Stato" da parte di Berija. In dicembre venne annunciato che Berija e sei complici "sul libro paga di servizi segreti stranieri" avevano "cospirato per molti anni per prendere il potere in Unione Sovietica e restaurare il capitalismo". Berija venne processato da un "tribunale speciale" in assenza delle parti e senza appello: quando fu approvata la sentenza di morte, secondo un successivo racconto di Moskalenko, Berija implorò pietà in ginocchio, ma lui e i suoi subordinati furono immediatamente fucilati. Secondo altri resoconti (tra cui quello del figlio), la casa di Berija fu assaltata il 26 giugno 1953 da unità militari e Berija fu ucciso; un membro del tribunale speciale, Nikolaj Švernik, disse in seguito al figlio di Berija di non aver mai più visto suo padre vivo.

### Eventi successivi
La moglie e il figlio di Berija furono inviati in un campo di lavoro, ma sopravvissero e furono rilasciati; il figlio, Sergo Berija, ha difeso in un libro la reputazione del padre. Dopo la morte di Berija, l'MVD fu ridotto allo status di comitato (divenuto noto come KGB) e nessun capo di polizia sovietico ebbe più, successivamente, lo stesso potere di Berija.
Nel maggio 2000, la Corte Suprema della Federazione Russa respinse un'istanza della famiglia di Berija per ribaltarlo dalla condanna del 1953; l'istanza si basava su una legge russa che prevedeva la riabilitazione delle vittime di false accuse politiche. La corte sostenne che "Berija fu l'organizzatore della repressione contro il suo stesso popolo, e quindi non poteva essere considerato una vittima".

## Accuse contro Berija
Anche se Berija venne formalmente condannato per essere una spia britannica, al processo emersero anche accuse di natura personale, peraltro note da tempo nelle più alte gerarchie sovietiche: emerse infatti che Berija aveva stuprato giovani donne, nonché torturato e ucciso personalmente molte delle sue vittime politiche.
Le accuse di violenza sessuale contro Berija vennero mosse la prima volta in un discorso del Segretario del Comitato Centrale del Partito Comunista, Nikolaj Šatalin, al plenum del comitato del 10 luglio 1953, due settimane dopo l'arresto di Berija. Šatalin disse che Berija aveva avuto relazioni sessuali con numerose donne e che aveva contratto la sifilide come risultato di rapporti con prostitute. Šatalin fece riferimento a una lista (compilata dalle guardie del corpo di Berija) di oltre 25 donne coinvolte. Col tempo, comunque, le accuse divennero man mano più drammatiche. Chruščёv, nelle sue memorie postume, scrisse: "Ci venne data una lista di più di 100 donne. Vennero trascinate da Berija dai suoi uomini. Ed egli aveva in serbo sempre lo stesso scherzo: Berija le invitava a cena e proponeva di bere alla salute di Stalin. E nel vino, mescolava alcune pastiglie di sonnifero...".
Negli anni 1980 iniziarono a venir rese pubbliche le storie degli abusi sessuali di Berija su ragazze adolescenti. Anton Antonov-Ovseenko, che scrisse una biografia di Berija, disse in un'intervista: "Di notte percorreva le strade di Mosca in cerca di ragazzine. Quando ne vedeva una che lo stuzzicava faceva sì che le sue guardie la accompagnassero a casa sua. Talvolta i suoi scagnozzi gli portavano cinque, sei, sette ragazze. Le faceva spogliare, con l'eccezione delle scarpe, e le costringeva a disporsi in cerchio, a gattoni, con le teste vicine. Egli in vestaglia le ispezionava. Quindi ne prendeva una per le gambe e la trascinava fuori per violentarla. Lo chiamava il gioco del fiore".
Nina Gnevkovskaja fu una nota amante di Berija: lui la incontrò durante i festeggiamenti della vittoria il 9 maggio 1945, ed era al corrente delle sue abitudini di mandare gli assistenti a cercare ragazze. Alla fine la convinse a frequentarlo, facendola pedinare e perseguitando il fidanzato; lei riuscì a far rilasciare un'amica imprigionata appellandosi a Berija, pur sostenendo di aver mai avuto rapporti sessuali con lui. Tuttavia nel 1950, col pretesto della sua volontà di andare negli Stati Uniti per fare l'attrice, Gnevkovskaja fu arrestata e condannata al gulag dopo un'indagine di polizia che la accusò di propaganda antisovietica, venendo rilasciata solo nel 1953 dopo la morte di Stalin. Raccontò alle altre detenute che Berija la drogava con sonnifero. Poco dopo Berija fu giustiziato. In epoca brezneviana, Gnevkovskaja entrò nella polizia politica diventando ella stessa una persecutrice, rimanendo un'agente fino alla fine dell'URSS.
Fin dagli anni 1970, i moscoviti hanno raccontato storie di ossa ritrovate nel cortile, nella cantina o nascoste nei muri dell'ex residenza di Berija, successivamente diventata ambasciata della Tunisia. Il quotidiano londinese Daily Telegraph riportò nel dicembre 2003: "L'ultimo orribile ritrovamento - un grosso femore e alcune ossa di una gamba, più piccole - avvenne solo due anni fa, quando venne ripiastrellata una cucina. Nel seminterrato, Anil, un indiano che ha lavorato all'ambasciata per 17 anni, mostrò un sacchetto di plastica con ossa umane che aveva trovato nelle cantine". Tali rapporti sono trattati con scetticismo dal figlio Sergo Berija e da un ex capo dei servizi segreti sovietici, Pavel Sudoplatov, che negarono queste accuse etichettandole come strumentali.

## Riferimenti nella cultura di massa
Il personaggio di Berija compare nel film del 2017 Morto Stalin, se ne fa un altro, interpretato da Simon Russell Beale.